# 환상문학

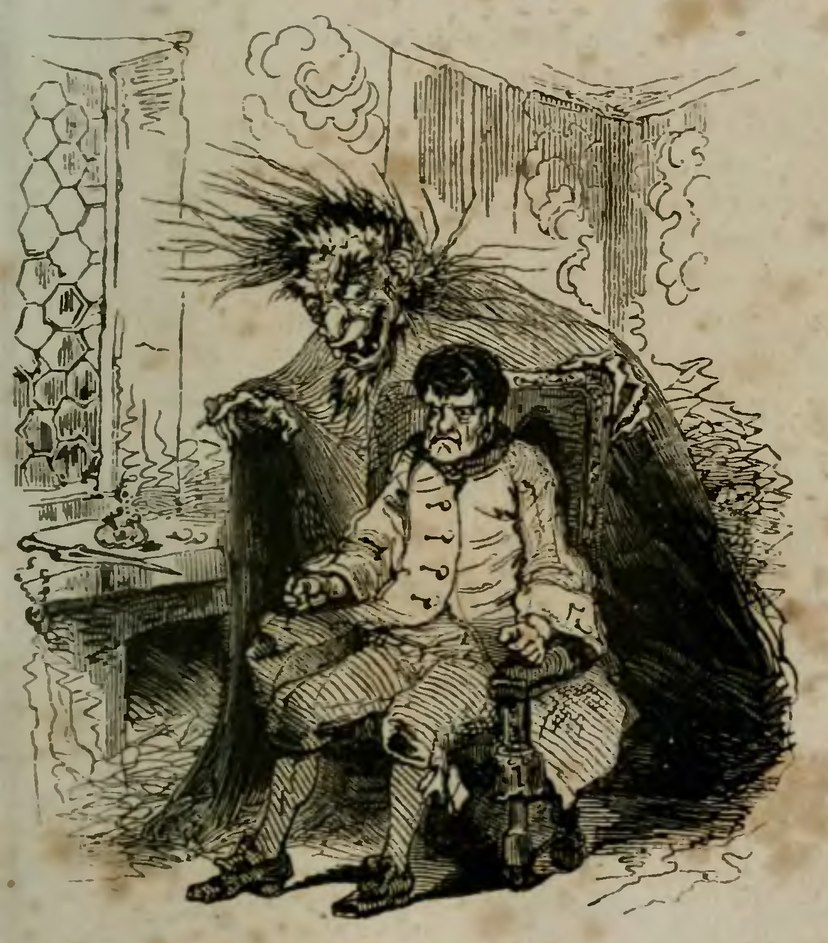

환상문학(프랑스어: Fantastique)은 초자연적인 힘처럼 보이는 것을 모호하게 표현하는 것으로 특징지어지는 문예 장르다.
불가리아계 구조주의 문예평론가 츠베탄 토도로프가 개념을 창안했다. 환상문학은 현실에 대한 질문을 던지면서 등장인물과 독자가 망설이게 하는 것으로 특징지어진다. 역사적으로는 고딕물에서 파생된 것이다.
주요 환상문학 작품으로 에드거 앨런 포의 단편들, 에른스트 호프만의 「잔트만」, 기 드 모파상의 「오를라」, 로버트 루이스 스티븐슨의 『지킬 박사와 하이드 씨』, 앰브로즈 비어스의 「핼핀 프레이저의 죽음」, 프란츠 카프카의 「변신」 등이 있다.